# Guide
För andra betydelser, se Guide (olika betydelser).

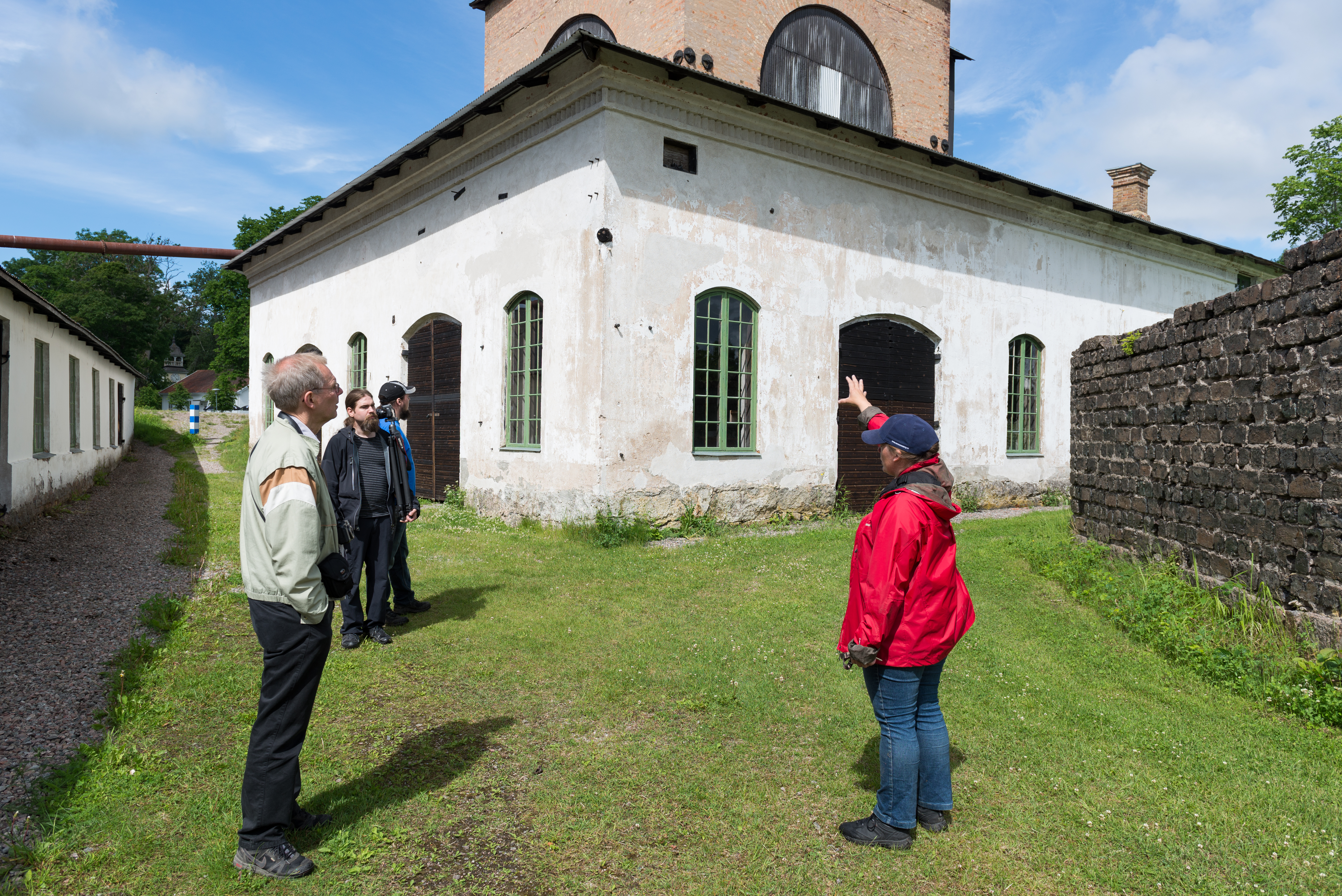
En guide (till höger) visar Strömsbergs bruk.

En guide (uttal [ɡajd]) är en person eller beskrivning som leder eller visar andra vägen genom ett område, eller beskriver hur man går tillväga med något särskilt. Det kan vara för att till exempel peka ut och informera om sevärdheter, eller för att leda dem som guidas längs en säker väg. En guide kan exempelvis arbeta som reseledare eller på museum. Exempel på en skriftlig guide är en resehandbok.
Ciceron är en äldre benämning för guide eller vägvisare. Ordet är uppkallat efter den romerske vältalaren Marcus Tullius Cicero (106-43 f.Kr.). En vältalig guide i Rom fick smeknamnet cicerone. Genom Jacob Burckhardts vägvisare till italiensk konst Der Cicerone (1855) fick ordet internationell spridning.